# Romanos Melikian
Pour les articles homonymes, voir Melikian.
Romanos Ovakimovich Melikian, né le 1er octobre 1883 à Kizliar dans le Daghestan et mort le 30 mars 1935 à Erevan ou Tbilissi, est un pianiste, compositeur, chef d'orchestre et maître de chapelle arménien.

## Biographie
Romanos Melikian a suivi des études de musique au collège musical de Rostov-sur-le-Don avec le maître Mikhaïl Ippolitov-Ivanov. En 1908, il participe à la création de la ligue musicale de Tiflis. En 1914, il continue son éducation musicale au conservatoire de Saint-Pétersbourg avec le professeur Vassili Kalafati.
En 1919, les autorités arméniennes décident la création d'un conservatoire de musique à Erevan. Romanos Melikan participe activement à l'ouverture du conservatoire Komitas d'Erevan pour lequel il devient le premier chef d'orchestre et compositeur.
En 1925, Romanos Melikian fonde l'école de musique de Stepanakert, puis en 1933 il est un des fondateurs de l'opéra d'Erevan. 
Il a contribué au renouveau de la chanson arménienne et au patrimoine folklorique d'Arménie. Parmi ses œuvres la place principale est accordée aux chansons et aux romances. Romanos Mélikian fut le créateur des mélodies classiques arméniennes. Ses premières romances ont été publiées en 1908 dans le journal « Guégharvest ». À cette époque, il composa les célèbres romances « Rose », « L'Automne », « Le Saule » et « La Séparation ».
Décédé le 30 mars 1935, son nom de compositeur fut attribué à une école de musique d'Erevan.